# Kathy Hochul
Kathleen Courtney Hochul (født 27. august 1958) er en amerikansk advokat og politiker, der har været guvernør i New York siden august 2021. Hun er medlem af det demokratiske parti. Hochul er den første kvinde der har været guvernør i New York. Hun var tidligere viceguvernør 2015-2021, og medlem af Repræsentanternes Hus i USA fra New Yorks 26. kongresdistrikt fra 2011 til 2013. Hun tiltrådte som guvernør i New York, da Andrew Cuomo trådte tilbage efter anklager om seksuelle krænkelser. Hun er den første guvernør, der stammer fra Upstate New York siden Franklin D. Roosevelt .
I maj 2011 vandt Hochul et suppleringsvalg til New Yorks 26. kongresdistrikt som blev afholdt fordi den daværende repræsentant, den republikanske Chris Lee var fratrådt, og hun blev den første demokrat til at repræsentere distriktet i 40 år. Hun fungerede som repræsentant fra 2011 til 2013. Hochul stillede op til genvalg i 2012, men tabte til Chris Collins efter at distriktets grænser og demografi var blevet ændret.
Efter hun forlod Kongressen, arbejdede Hochul for den Buffalo-baserede M&T Bank. Cuomo valgte hende som sin viceguvenørkandidat ved guvernørvalget i New York 2014, og efter de vandt valget, blev Hochul indviet som viceguvernør. Cuomo og Hochul blev genvalgt i 2018.